# 安庆路 (元朝)
安庆路，元朝时设置的路。
至元十四年（1277年）升安庆府置，治所在怀宁县（今安徽安庆市）。辖境相当今安徽省岳西、桐城两县市以南，枞阳县以西，长江以北地区。至正二十一年（1361年）朱元璋改为宁江府。